# Ophthalmopsylla jettmari
Ophthalmopsylla jettmari är en loppart som beskrevs av Jordan 1929. Ophthalmopsylla jettmari ingår i släktet Ophthalmopsylla och familjen smågnagarloppor. Inga underarter finns listade i Catalogue of Life.